# Гленналлен
Гленналлен (англ. Glennallen, атна Ciisik’e Na’) — статистически обособленная местность в зоне переписи населения Коппер-Ривер, штат Аляска, США.
В городе есть средняя школа, почтовое отделение, один медицинский центр, одна сендвичная и кафе и 3 отеля

## География
Расположен в 304 км к востоку от Анкориджа, на западной границе национального парка Рангел-Сент-Элайас. Площадь города составляет 297,5 км², из которых 295,5 км² — суша и 2 км² (0,66 %) — открытые водные пространства.
Климат Гленаллена характеризуется как континентальный, с холодной продолжительной зимой и относительно тёплым летом. Средняя температура января: −23 °C; июля: +13 °C. Годовая нормая осадков составляет около 2300 мм.

## Население
По данным переписи 2000 года, население статистически обособленной местности составляло 554 человека. Расовый состав: коренные американцы — 5,05 %; белые — 85,20 %; афроамериканцы — 0,18 %; азиаты — 0,18 %; народы островов Тихого океана — 1,44 % и представители двух и более рас — 7,94 %. Доля лиц латиноамериканского происхождения любой расы составляет 0,54 %.
Из 204 домашних хозяйств в 36,8 % — воспитывали детей в возрасте до 18 лет, 56,4 % представляли собой совместно проживающие супружеские пары, в 6,4 % семей женщины проживали без мужей, 33,3 % не имели семьи. 27,0 % от общего числа семей на момент переписи жили самостоятельно, при этом 5,4 % составили одинокие пожилые люди в возрасте 65 лет и старше. В среднем домашнее хозяйство ведут 2,63 человек, а средний размер семьи — 3,31 человек.
Доля лиц в возрасте младше 18 лет — 31,8 %; лиц от 18 до 24 лет — 9,6 %; лиц от 25 до 44 лет — 27,4 %; лиц от 45 до 64 лет — 26,2 % и лиц старше 65 лет — 5,1 %. Средний возраст населения — 32 года. На каждые 100 женщин приходится 106,7 мужчин; на каждые 100 женщин в возрасте старше 18 лет — 110,0 мужчин.
Средний доход на совместное хозяйство — $38 846; средний доход на семью — $40 909. Средний доход на душу населения — $17 084. Около 4,6 % семей и 8,04 % жителей живут за чертой бедности, включая 12,8 % лиц в возрасте младше 18 лет и 3,1 % лиц старше 65 лет.

## Транспорт
В 8 км к северо-востоку от Гленаллена расположен аэропорт Гулкана. Имеется связь с сетью автомобильных дорог.

## Образование
На территории статистически обособленной местности расположены 2 школы, в которых обучаются 158 учеников. Обе школы являются частью школьного округа Коппер-Ривер. В Гленаллене расположен один из кампусов колледжа Аляска-Байбл.